# Кандер и Эбб

Официальный имидж мероприятий
в связи с 20 летием премьеры
мюзикла «Поцелуй Женщины-паука»
в Signature Theatre (Арлингтон, Виргиния). 2008 год.

Кандер и Эбб (англ. Kander and Ebb) — творческий союз авторов музыкальных спектаклей — композитора Джона Кандера и поэта Фреда Эбба, продолжавшийся более 40 лет с 1962 по 2004 год и прерванный смертью последнего. Отмечены многочисленными наградами, в том числе премиями «Тони», «Грэмми», «Драма Деск». Их авторству принадлежат, среди прочих, мюзиклы «Кабаре» и «Чикаго». В театральных кругах Бродвея и у поклонников дуэта нередко используется шутливая объединительная форма Кандерэбб.

## Совместное творчество
Авторы познакомились в 1962 году. Написав нескольких пробных песен, они создают свой первый мюзикл «Золотые ворота» (англ. Golden Gate), который на Бродвее поставлен не был.
В 1965 году состоялась премьера мюзикла Кандера и Эбба «Флора — красная угроза» (англ. Flora the Red Menace). Действие происходит в период Великой депрессии в США. Спектакль рассказывает об истории молодой художницы и модельера Флоры Мезарос, которая ищет не только работу, но и своё место в жизни. Она получает должность руководителя отдела крупного универмага. Здесь Флора влюбляется в Гарри, другого дизайнера, который старается привить девушке свои коммунистические взгляды. Интригу развивают несколько ярких персонажей: соратница Гарри по партийной борьбе — товарищ Шарлотта, тоже влюблённая в него, и дуэт джазовых танцоров Кенни и Мэгги, богемная пара, имеющая совершенно противоположные идеалы в жизни. Роль Флоры стала первой для девятнадцатилетней Лайзы Миннелли и принесла ей премию «Тони». Несмотря на такую поддержку со стороны учредителей престижной награды, мюзикл в целом успеха у зрителей не имел и был закрыт после 87 представлений. Различные театральные коллективы восстанавливали спектакль в 1987 году в Нью-Йорке, в 2003 году в Данди, Великобритания, в 2008 году в Лос-Анджелесе, США.
Следующая совместная работа авторов — мюзикл «Кабаре»(1966), была принята очень успешно. (См. основную статью Кабаре (мюзикл)). Сюжет основан на пьесе Джона ван Друтена «I Am a Camera», которая является сценической адаптацией романа Кристофера Ишервуда. Шоу получило 8 из 11 номинаций на премию Тони. Спектакль демонстрировался три года, в 1987 году был поставлен вновь. Очередная Бродвейская редакция 1998 года была показана более 2300 раз. На основе музыкального спектакля в 1972 году снят одноимённый фильм, режиссёром и хореографом которого стал Боб Фосс.
Несколько последующих мюзиклов Кандера и Эбба успеха «Кабаре» не повторили. В 1968 году они выпускают музыкальную адаптацию фильма 1952 года «Счастливое время» (англ. The Happy Time). В основе сюжета весёлая история взаимоотношений во франкоканадской семье и романтических похождений её младшего члена — Биби Бонарда. Спектакль был закрыт через девять месяцев. В том же году соавторы готовят к постановке мюзикл «Зорба» (англ. Zorba) на основе романа Никоса Казандзакиса «Грек Зорба» о приключениях молодого американца, получившего в наследство старую шахту на острове Крит. Представление было выдвинуто на премию «Тони», как лучший мюзикл 1968 года и соревновалось с такими постановками, как «Волосы» (англ. Hair), «Обещанья, обещанья» (англ. Promises, Promises) и «1776» (победу одержал последний, рассказывающий о подписании Декларации независимости США). Спектакль был показан 305 раз. Его следующая редакция 1983 года с Энтони Куинном в главной роли выдержала 362 представления. Мюзикл «70, Girls, 70» (1971 год), рассказывающий о группе пожилых американцев, совершающих кражи в меховых салонах Нью-Йорка, чтобы финансово поддержать свой дом престарелых, выдержал всего 35 представлений.
В начале 1970-х годов на волне популярности Лайзы Миннелли и её Салли Боулз, Кандер и Эбб работают над концертными сольными выступлениями актрисы на Бродвее и телевизионным шоу «Лайза, через „З“» (англ. Liza with a Z). Оно было подготовлено всего за восемь недель в Lyceum Theatre (Нью-Йорк) и содержало как музыкальные номера из «Кабаре», так и оригинальные песни. Представление получило четыре премии Эмми, но было показано по телевидению не более трёх раз. После 1973 года плёнка с записью шоу считалась утерянной. В 2000 году были обнаружены негативы, по которым был восстановлен весь музыкальный спектакль.
В 1975 году выходит мюзикл «Чикаго» с Читой Ривера (Вельма Келли), Джерри Орбахом (Билли Флинн) и Гвен Вердон (Рокси Хат). Сюжет мюзикла основан на одноимённой пьесе журналистки Морин Даллас Уоткинс, которая была написана на основе её собственной статьи для Chicago Tribune и рассказывала историю Бойлы Аннан и Белвы Гартнер, подозревавшихся в жестоких убийствах, но судом оправданных. Спектакль демонстрировался более 2 лет. В 2002 году вышла экранизация этого мюзикла, которая получила более 10 высших кинематографических наград. Режиссёр фильма Роб Маршалл основной акцент сделал на образе Рокси Харт, хотя в оригинальной бродвейской постановке персонажи Рокси и Вельмы равнозначны, последняя имеет даже большее количество музыкальных номеров. Но как самим Маршаллом, так и критиками отмечено, что фильм в каждом номере отдаёт дань уважения стилю Боба Фосса.
В 1977 году Кандер и Эбб работают совместно с Мартином Скорсезе и Лайзой Минелли над музыкальным фильмом «Нью-Йорк, Нью-Йорк», где звучит их наиболее известная музыкальная тема с тем же названием. Самый первый вариант не устроил Де Ниро, который посчитал его откровенно слабым. Но даже после серьёзных изменений песня не сразу стала популярной. Подлинный успех пришёл только после её исполнения Фрэнком Синатрой в 1979 году. Певец изменил в тексте несколько фраз, что не понравилось Эббу. Однако публично он выражал благодарность Синатре, сделавшему его произведение столь популярным.
1984 год отмечен выходом десятого крупного совместного произведения Кандера и Эбба — мюзикла «Каток» (англ. The Rink). Анна (Чита Ривера) — хозяйка старого катка для катания на роликах в маленьком стареющем курортном городке, терпит убытки. Решению продать бизнес противодействует «непутёвая» дочь Анны Энджел (Лайза Миннелли), неожиданно возвратившаяся в город. Сквозь череду общих воспоминаний и признаний женщины приходят к примирению. Критик «The New York Times» Фрэнк Рич, высказавшийся наиболее типично для общего фона отзывов, назвал шоу «высокопарным» и «скисшим», наполненным «странным, порой низким содержанием». Он писал: «МакНалли это сильный и остроумный драматург, чего вы никогда не узнаете из этих искусственных потуг. Его диалоги банальны, а персонажи зашифрованы».
Дуэт Кандера и Эбба «замолкает» практически на 9 лет. В 1993 году выходит музыкальный спектакль «Поцелуй Женщины-паука» (англ. Kiss of the Spider Woman), который принёс авторам третью премию «Тони». Последней работой творческого тандема на Бродвее стал мюзикл «Steel Pier» (1997 год). После ещё двух проектов вне Нью-Йорка («Over & Over» в Арлингтоне, 1999 год, и «The Visit» в Чикаго, 2001 год), которые не имели коммерческого успеха, Кандер и Эбб значительно снижают творческую активность. В 2004 году в возрасте 76 лет от сердечного приступа умирает Фред Эбб. Незадолго до этого Кандер и Эбб начали работу над новым произведением «Кто убил Дэвида Меррика?» (англ. Who Killed David Merrick?), переименованное позже в «Занавес!» (англ. Curtains), которое преследовали беды. В 2003 году умер автор сценария Питер Стоун, чуть позже — аранжировщик Майкл Гибсон. В 2004 году умирает Фред Эбб. По злой иронии мюзикл имел второе название «A Backstage Murder Mystery Musical Comedy». Работа над мюзиклом была благополучно завершена Кандером в 2006 году, но мистические совпадения, сопровождавшие работу над ним, отмечались журналистами.
Творческий союз композитора и поэта продолжался 42 года.
В 2010 году на сцены Бродвея и Миннеаполиса выходит мюзикл «The Scottsboro Boys» (Буквально — Парни из Скоттсборо, американский термин, относящийся к череде реальных исторических событий начала 1930-х годов в США и последовавшим судебным процессом, ставшим началом пересмотра межрасовых отношений в американском обществе). В качестве авторов указаны Кандер и Эбб. Время фактического создания произведения не указано. По ряду источников это — 2003 год, непосредственно перед смертью Эбба.

## Награды и признание
- 1967 Кабаре — Премия «Тони», лучший мюзикл;
- 1967 Кабаре — «Тони», лучшие композитор и автор стихов;
- 1967 Кабаре — Премия «Грэмми», лучший альбом;
- 1973 Лайза, через «З» — Премия «Эмми», за выдающиеся достижения в музыке и стихах;
- 1981 Женщина года — «Тони», лучший оригинальный сценарий;
- 1993 Поцелуй Женщины-паука — «Тони», лучший оригинальный сценарий;
- 1993 Поцелуй Женщины-паука — Премия «Драма Деск», лучшая музыка;
- 1998 Чикаго — Премия «Грэмми», лучший альбом с записью музыкального шоу;
- 2007 Личный вклад Д.Кандера — Премия «Драма Деск», специальная награда «За мастерство и вклад в развитие музыкального театра на протяжении 42 лет карьеры»;
- 2010 The Scottsboro Boys — Премия «Драма Деск», лучшие поэтические тексты (в сотрудничестве с Фредом Эббом).

## Заметки
1. ↑  В названии мюзикла — игра слов: Закулисье душераздирающего и таинственного Мюзикла, но и Загадочная смерть за кулисами музыкального театра